# Parlamentswahl in Portugal 2005
- BE: 8
- CDU: 14
- PS: 121
- PSD: 75
- PP: 12

Bei der Parlamentswahl in Portugal 2005 am 20. Februar 2005 waren etwa 8,9 Millionen Portugiesen im In- und Ausland aufgerufen, die 230 Mandate in der Assembleia da República neu zu bestimmen.
Die Wahl fand außerhalb des gesetzlich festgelegten Vier-Jahres-Rhythmus statt, da der portugiesische Staatspräsident Jorge Sampaio wie am 30. November 2004 angekündigt das IX. Parlament vor Ende der Legislatur aufgelöst hatte. Sampaio befand, dass die politische Stabilität in Portugal nicht mehr gewährleistet sei, wenige Monate nachdem Premierminister Pedro Santana Lopes sein Amt im Sommer 2004 von seinem Vorgänger José Manuel Barroso übernommen hatte. Die Regierung hatte innerhalb der ersten Monate bereits mehrere Krisen überstanden, die Koalition aus liberalkonservativer PSD und der rechtskonservativen CDS-PP galt als brüchig.
Die Wahl gewannen die portugiesischen Sozialisten (Partido Socialista, PS). Der Sieg war von allen Meinungsforschern vorhergesagt worden, erstmals jedoch errangen die Sozialisten eine absolute Mehrheit. Allgemein wurde das Ergebnis als eine Abstrafung der damaligen Regierungsparteien PSD und CDS-PP durch die Wähler gewertet. Insgesamt konnten alle linksgerichteten Parteien des Parlaments (PS, PCP, PEV, BE) starke Stimmenzuwächse verbuchen.

## Hintergrund

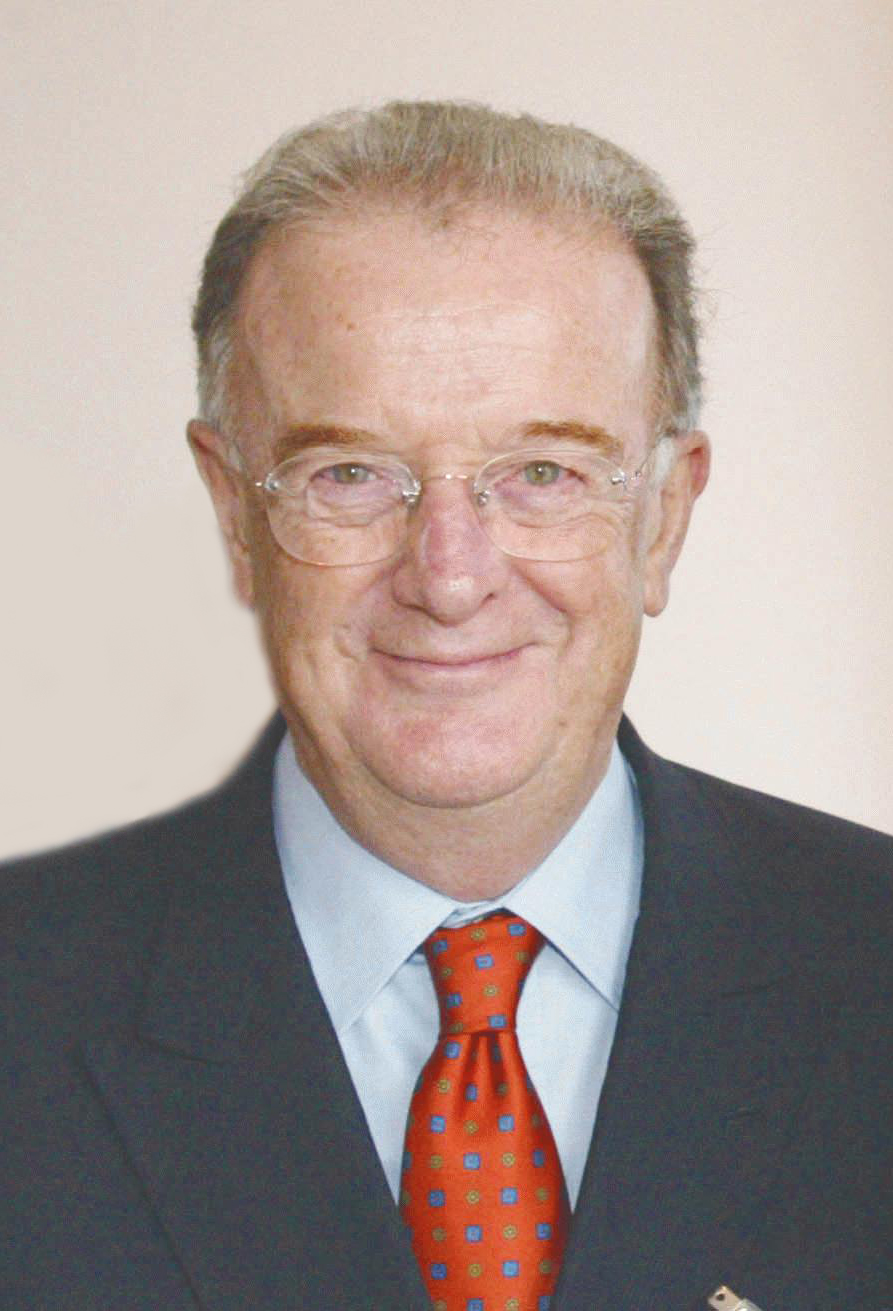
Jorge Sampaio löste die Assembleia da República auf und verkündete Neuwahlen

Bei den portugiesischen Parlamentswahlen 2002 errangen die damaligen Oppositionsparteien PSD und CDS-PP einen klaren Sieg und bildeten eine Koalitionsregierung unter José Manuel Barroso. Paulo Portas als Verteidigungsminister und Manuela Ferreira Leite als Finanzministerin wurden stellvertretende Premierminister.
Nachdem 2004 EU-Kommissionspräsident Romano Prodi beschlossen hatte, in die italienische Politik zurückzukehren und sein Amt als Präsident der Europäischen Kommission niederzulegen, begann die Suche nach einem Nachfolger. Nach vielen Diskussionen einigten sich die europäischen Regierungschefs auf den damaligen portugiesischen Premierminister Barroso. Nachdem dieser zugestimmt hatte, beendete er seine Regierungsgeschäfte zum 17. Juli 2003. Entgegen der üblichen Praxis setzte Staatspräsident Jorge Sampaio keine Neuwahlen an, sondern ernannte auf Empfehlung Barrosos den ehemaligen Bürgermeister von Lissabon, Pedro Santana Lopes, zum neuen Premierminister, dem weiterhin die 2002 gewählte Regierungsmehrheit zur Verfügung stand. Diesen Vorgang kritisierten insbesondere die Oppositionsparteien (PS, PCP, PEV, BE), die Neuwahlen forderten. Sie kritisierten außerdem die personelle Wahl, da Santana Lopes als besonders polarisierend und polemisierend gilt. Infolgedessen trat Eduardo Ferro Rodrigues von seinem Amt als damaliger PS-Generalsekretär und Oppositionsführer zurück, da die neue Regierung nicht an der Wahlurne legitimiert sei.
Die darauf folgende Amtszeit Santana Lopes’ prägten Krisen und Probleme, besonders zwischen den beiden Koalitionspartnern. So verkündete Santana Lopes verschiedene Initiativen in Fernsehtalkshows, die am darauf folgenden Tag von den zuständigen Ministern wieder dementiert wurden. Auch bildete er mehrmals sein Kabinett um; Henrique Chaves trat nach nur vier Tagen als Minister für Jugend und Sport wieder zurück. Wesentlich schwerwiegender für Präsident Sampaio war jedoch die Finanz- und Wirtschaftspolitik Santana Lopes’. Dieser beschloss – entgegen anfänglichen Versprechen – Steuersenkungen und Lohnerhöhungen beim öffentlichen Dienst und forderte eine Lockerung des Europäischen Stabilitäts- und Wachstumspaktes. Die portugiesische Nationalbank sowie viele führende Unternehmen hielten diese Politik nicht für seriös und kritisierten den wirtschaftlichen „Zick-Zack-Kurs“.
Schließlich beschloss Staatspräsident Sampaio im November 2004, Neuwahlen auszurufen und damit Premierminister Santana Lopes gewissermaßen zu „stürzen“, da er die politische Stabilität nicht mehr gewahrt sah. Der Vorgang war einmalig in der portugiesischen Geschichte, ist jedoch rechtlich vorgesehen. Santana Lopes beklagte sich dennoch, dass der Präsident ihn „überfallen“ habe und bemerkte, dass dies bei früheren (sozialistischen) Regierungen nicht der Fall gewesen sei. Der Präsident vollführte diesen Akt der verfassungsgemäßen Prärogative zu einem Zeitpunkt, zu dem die Wahlforscher den Sozialisten einen möglichen Wahlsieg prognostizierten. Santana Lopes trat am 11. Dezember offiziell von seinem Amt als Premierminister zurück, leitete die Regierung aber bis zur Wahl weiterhin geschäftsführend.

## Themenfelder des Wahlkampfes
Wichtigstes Thema des Wahlkampfes war die prekäre Lage der portugiesischen Wirtschaft. Bedingt durch die EU-Erweiterung 2004 sank die ohnehin geringe internationale Wettbewerbsfähigkeit erneut. Obwohl bereits die Regierung unter Barroso Besserungen versprochen hatte, waren wirtschaftliche Erfolge ausgeblieben. Ein weiteres Thema war der Bürokratieabbau, da besonders in Portugal hohe Kosten und lange Dienstwege im Staatsapparat üblich sind. Nahezu alle Parteien versprachen eine Reform der staatlichen Behörden.
Ebenso spielte die Thematik der Legalisierung des freiwilligen Schwangerschaftsabbruchs eine Rolle. 1998 hatte diesbezüglich bereits ein Referendum stattgefunden, bei dem sich jedoch eine knappe Mehrheit dagegen entschieden hatte. Ein weiteres Referendum stellten beide Volksparteien in Aussicht.
Allgemein waren die Wahlkampfthemen sehr portugalzentriert. Die Europäische Union spielte nur eine geringe Rolle; auch der Irakkrieg, an dem Portugal mit Truppen der Guarda Nacional Republicana (GNR) teilnahm, hatte eine weitaus geringere Bedeutung als beispielsweise im Nachbarland Spanien. Dennoch versprach bei diesem Thema Oppositionskandidat José Sócrates, die Truppen zurückzuziehen – ebenso wie die anderen linken Parteien, Santana Lopes wollte diese weiterhin im Irak belassen. Auch Fragen der Integration der zahlreichen Migranten und Menschenrechte spielten gewissermaßen keine Rolle.
Während des Wahlkampfes starb am 13. Februar 2005 die letzte Zeugin der Drei Geheimnisse von Fátima, Lúcia dos Santos, woraufhin eine Staatstrauer verkündet wurde. Die Parteien PSD und CDS-PP stellten daraufhin für mehrere Tage ihren Wahlkampf ein und forderten auch, den Wahlkampf zu beenden. Die anderen Parteien lehnten dies aufgrund der Bedeutung der Wahlen ab und setzen ihre Kampagnen jeweils nur für einen Tag aus. Einige Tage später nahmen auch PSD und CDS-PP den Wahlkampf wieder auf.

## Wahlwerbende Parteien

### Partido Socialista (PS)

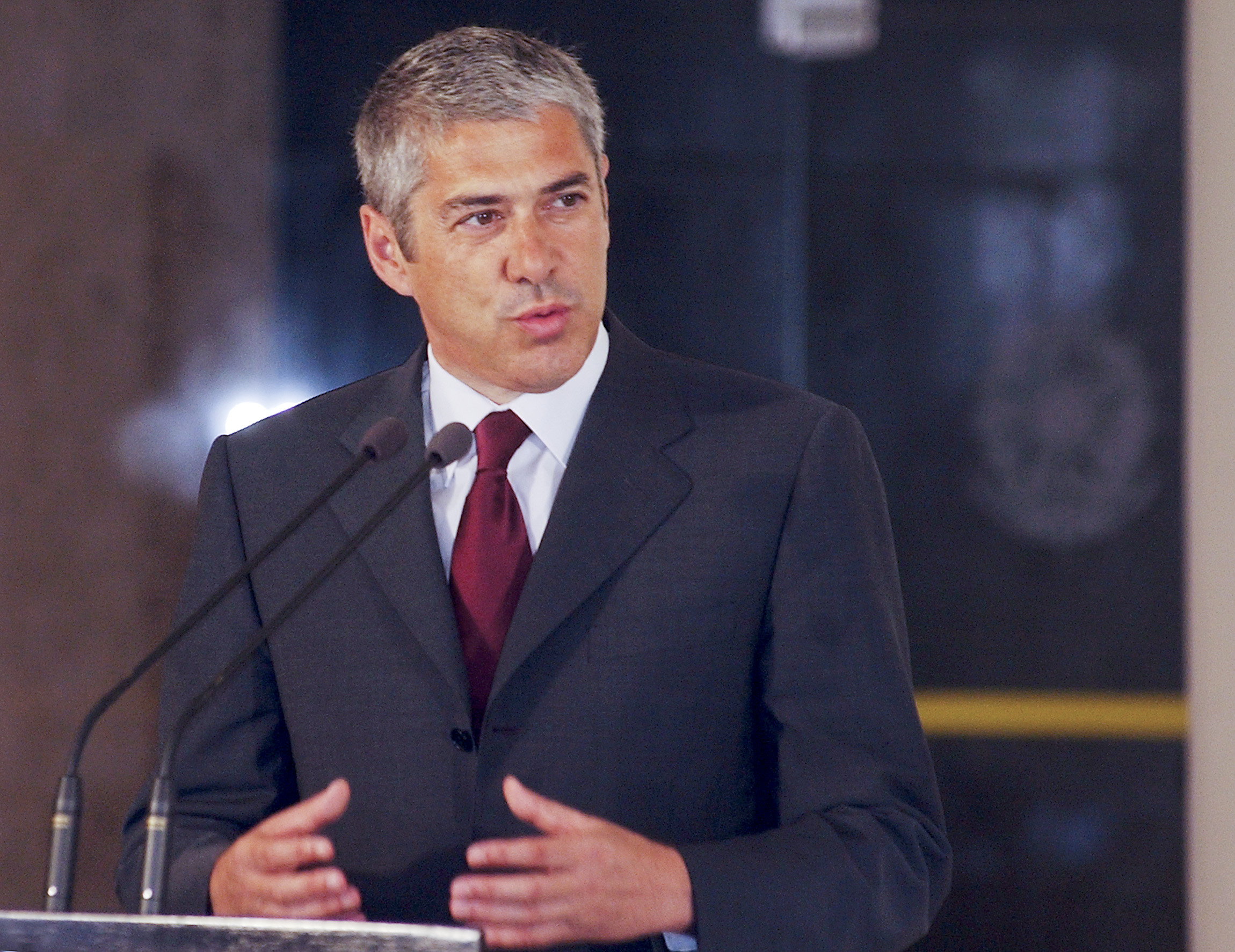
José Sócrates (PS)

Die Sozialistische Partei Portugals, die Partido Socialista, regierte zuletzt unter António Guterres bis 2010. In einer Direktwahl um den Parteivorsitz am 24. und 25. September 2004, die nach dem Rücktritt des Generalsekretärs Eduardo Ferro Rodrigues nötig geworden war, setzte sich José Sócrates (mit 79 Prozent) gegen seine Mitbewerber Manuel Alegre (17,9 Prozent) und João Soares (4,2 Prozent) durch. Daher trat er auch als Kandidat für die Parlamentswahl, die zwei Monate später ausgerufen wurde, an.
Sócrates versprach, das Land zu modernisieren, dafür präsentierte er verschiedene Initiativen für Bildung, Weiterbildung und Forschung wie auch Pläne für eine technologische Offensive, die er als „technologischen Schock“ (choque tecnológico) beschrieb. Des Weiteren kündigte Sócrates ein erneutes Referendum zur Legalisierung des Schwangerschaftsabbruches an. Um die Wirtschaft zu sanieren beziehungsweise neue Impulse zu geben, schlug Sócrates ein halbstaatliches Investitionsprogramm mit Schwerpunkten beim Infrastrukturausbau, dem Umweltschutz und dem sozialen Bereich in Höhe von 20,8 Milliarden Euro vor. Andere wirtschaftspolitische Ziele des Wahlprogramms waren die Reduzierung des Staatsdefizits unter die zulässigen drei Prozent und die Beibehaltung der aktuellen Steuern. Kritiker bemängelten, dass sich die Wirtschaftspolitik der PS nur in Nuancen von der der liberaldemokratischen PSD unterschied.
Die PS zielte vor allem auf die Wähler der politischen Mitte ab, die zuvor die PSD gewählt hatten. Als Ziel verkündete Sócrates eine absolute Mehrheit. Ob und welche Partei als Koalitionspartner dienen sollte, falls nur eine relative Mehrheit erreicht werden sollte, sagte er nicht.

### Partido Social Democrata (PSD)

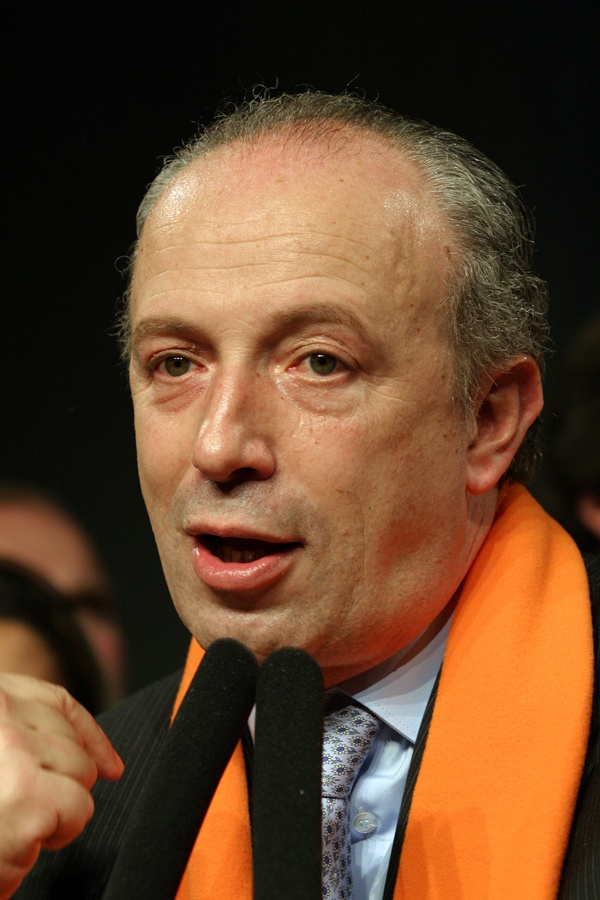
Pedro Santana Lopes (PSD)

Die Sozialdemokratische Partei, die Partido Social Democrata, trat, obwohl Präsident Sampaio das Parlament gerade wegen des Regierungsstils des Premierministers Santana Lopes auflöste, mangels Alternativen erneut mit Santana Lopes an. Der Vorstand der PSD wählte ihn mit 93 Prozent (93 von 100 Stimmen) zum neuen Kandidat der Parlamentswahl.
Auch das Wahlprogramm der PSD war davon geprägt, die portugiesische Wirtschaft zu sanieren. Die PSD reagierte mit einem Management-Schock (choque de gestão) auf den von Sócrates propagierten Technologie-Schock. So sollte sich die Produktivität der portugiesischen Wirtschaft bis 2010 von 64 auf 75 Prozent des Durchschnitts der 15 alten EU-Mitglieder erhöhen. Außerdem sollte der Anteil der Staatsausgaben am Bruttoinlandsprodukt ebenso bis 2010 von 48 auf 40 Prozent gesenkt werden.
Gesellschaftspolitisch sprach sich Santana Lopes gegen eine Legalisierung des Schwangerschaftsabbruches aus, verfolgte aber ebenso wie Sócrates die Idee eines Referendums. Ebenso versprach er den Studenten ein neues Finanzierungsmodell für die Studiengebühren und eine Kontinuität bei Kursen der Gymnasien und Universitäten.
Als Ziel gab Santana Lopes aus, weiterhin an der Regierung zu bleiben. Als Koalitionspartner sollte weiterhin die konservative CDS-PP beibehalten werden. Zwischenzeitlich wurde auch diskutiert, dass PSD und CDS-PP gemeinsam in einer Listenverbindung (ähnlich der ehemaligen Aliança Democrática) antreten würden, was jedoch bald verworfen wurde.
Während des Wahlkampfes warb die PSD auch mit ihrem Parteimitglied und EU-Kommissionspräsidenten José Manuel Barroso. Besonders die Fraktion der europäischen Sozialisten kritisierte diesen Vorgang. Der ehemalige Premierminister Aníbal Cavaco Silva verweigerte die Zustimmung für ein gemeinsames Wahlplakat mit dem Kandidaten Santana Lopes, da er diesen als nicht fähig befand.

### Centro Democrático e Social – Partido Popular (CDS-PP)

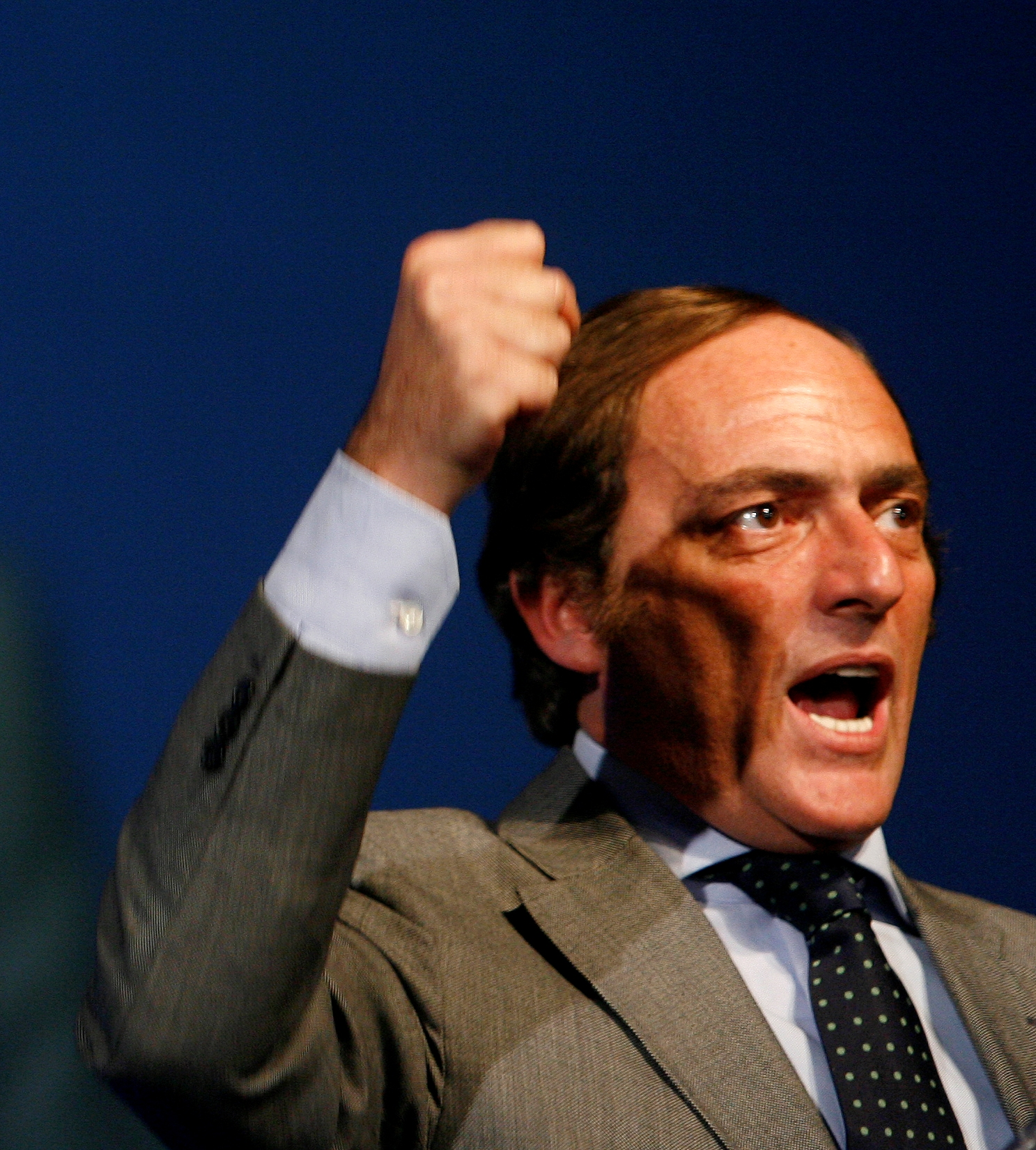
Paulo Portas

Die Volkspartei (Centro Democrático e Social – Partido Popular) warb – wie auch bei den letzten Wahlen – mit Verteidigungsminister Paulo Portas. Dieser kandidierte selbst im Stimmbezirk Aveiro.
Auch das CDS-PP warb – ebenso wie die PS und die PSD – mit einem Schock in seinem Wahlprogramm, jedoch mit einem „Schock der Werte“ (choque de valores). Das Wahlprogramm war auf die Bereiche Bildung, Gesundheit, soziale Sicherung, Wirtschaft und Umwelt konzentriert. Portas legte jedoch besonders viel Wert auf den Bildungsbereich. So sollten das Schulsystem wirtschaftlich geprüft und Schulbücher nicht nur ein Jahr verwendet werden, wie in Portugal sonst üblich. Um die Arbeitslosigkeit zu bekämpfen, schlug Portas vor, besonders in Zukunftstechnologien und in den Tourismus zu investieren. Ebenso sollte die Steuerbelastung allgemein – die laut Portas 48 Prozent betrug – gesenkt werden. Außerdem lehnte das CDS-PP die Legalisierung des Schwangerschaftsabbruches ab, auch Homosexuellen-Ehen sollten nicht erlaubt werden.
Allgemein setzte die Partei sich selbst hohe Ziele für die Wahl. So sollten mehr Stimmen und Mandate als PCP und BE zusammen und mindestens zehn Prozent erreicht werden. Außerdem wollte das CDS-PP drittstärkste Kraft werden und die absolute Mehrheit einer einzelnen Partei verhindern.

### Coligação Democrática Unitaria (CDU)

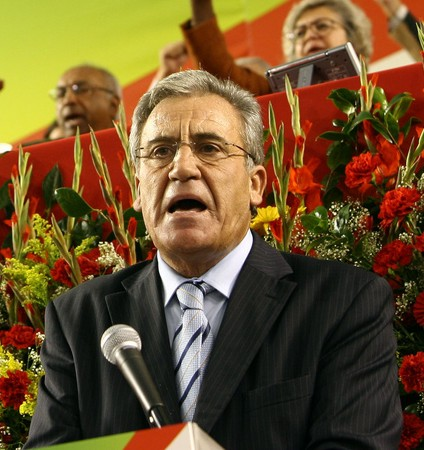
Jerónimo de Sousa (CDU)

Die Listenverbindung Coligação Democrática Unitária („Vereinigte Demokratische Koalition“) – ein Wahlbündnis aus Partido Comunista Português (PCP) und Partido Ecologista Os Verdes (PEV) – trat mit dem bereits 2004 gewählten Generalsekretär der PCP, Jerónimo de Sousa, an.
Obwohl gemeinsam in einer Listenverbindung antretend, traten die zwei Parteien mit verschiedenen Wahlprogrammen auf. Die portugiesischen Grünen (PEV) warben in ihrem Wahlmanifest (Manifesto Eleitoral) vor allem für ihre Umwelt- und Energiepolitik. So traten die Grünen für eine Verstaatlichung der Wasserversorgung, einen effektiveren Küstenschutz und für ein Programm zur Vermeidung der in Portugal im Sommer üblichen Waldbrände ein. Außerdem forderten sie einen Ausbau der regenerativen Energien und damit eine höhere Selbstversorgung im Energiebereich, da die aktuelle Abhängigkeit von Stromimporten bei 90 Prozent läge. Daneben forderten sie eine Ratifizierung des Kyoto-Protokolls, eine Revision und damit einhergehende Flexibilisierung des Europäischen Stabilitäts- und Wachstumspaktes, ein Referendum zur EU-Verfassung, den Rückzug der GNR aus dem Irak und die verstärkte Förderung von staatlichen Schulen.
Die Kommunistische Partei Portugals, die Partido Comunista Português, stellte ebenso ein Wahlprogramm vor, das zwar dem Wahlmanifest der Grünen ähnelte, jedoch mehr die Aspekte der Arbeits- und Sozialpolitik betonte. So forderte die PCP die Erhöhung des Mindestlohns auf 400 Euro monatlich, eine Novellierung des Arbeitsrechts (Código do Trabalho), eine Erhöhung der Pensionen sowie die Beibehaltung des Renteneintrittsalters bei 65 (für Männer) bzw. 62 (für Frauen). Außerdem forderte die PCP die Erhöhung der Mehrwertsteuer von 17 auf 19 Prozent zurückzunehmen, die Privatisierungen zu stoppen und die Krankenhäuser wieder zu verstaatlichen, den Schwangerschaftsabbruch zu legalisieren (ohne Referendum), kostenlose Schullernmittel, das Sozialticket für Verkehrsmittel im Raum Lissabon auf alle Verkehrsmittel zu erweitern und einen ähnlichen Fahrschein im Raum Porto einzuführen sowie den Rückzug der GNR aus dem Irak.
Wichtigstes Ziel der CDU war es, den Abwärtstrend vergangener Wahlen zu stoppen. Ebenso setzte sich die CDU das Ziel, mindestens drittstärkste Kraft im Parlament zu werden. Kritiker lobten vor allem den CDU-Spitzenkandidaten Jerónimo de Sousa, der sich im Wahlkampf pragmatisch und ideologiefrei zeigte und auch für eine Koalition mit der PS bereit schien.

### Bloco de Esquerda (BE)

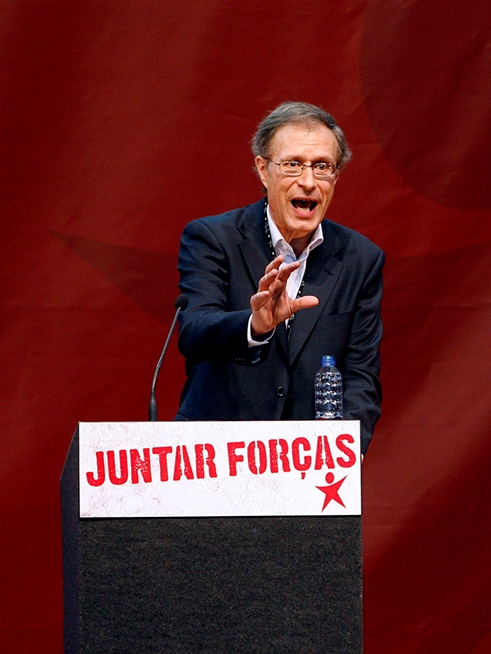
Francisco Louçã (BE)

Der Linksblock, der Bloco de Esquerda, war und ist die jüngste Partei, die in der Assembleia da República vertreten ist. Das Bündnis formierte sich 1999 aus den vier linken Parteien União Democrática Popular (UDP), der Partido Socialista Revolucionário (PSR), der Política XXI und der FER-Ruptura. Die Partei trat mit ihrem kurz zuvor gewählten Generalsekretär Francisco Louçã als Spitzenkandidat auf.
Das Wahlprogramm des BE stand unter dem Titel Tempo de viragem („Zeit der Wende“) und wurde von Louçã im Januar 2005 vorgestellt. Wichtigster Bestandteil des Programms war die Ankündigung von zehn Punkten, die in den ersten hundert Tagen der Regierung umgesetzt werden sollten. Diese beinhalteten die Schaffung von Arbeitsplätzen, die Legalisierung des Schwangerschaftsabbruches, die Verstaatlichung von privatisierten Krankenhäusern, eine Novellierung des Europäischen Stabilitäts- und Wirtschaftspaktes, die Aufhebung des Bankgeheimnisses, Rückzug der GNR aus dem Irak, vereinfachte Verfahren für Immigranten, Modernisierung der Justiz und die Abschaffung der Examen in der 9. Klasse.
Der Bloco de Esquerda steckte sich das Ziel, sich als starke Kraft am linken Rand in der politischen Landschaft Portugals zu verankern und in der Assembleia da República zu verbleiben. Eine Koalition mit den Parteien PSD, CDS-PP und PS schloss Generalsekretär Louçã aus.

### Andere Parteien
Neben den bereits genannten Parteien, nahmen auch sechs andere an der Parlamentswahl teil. Die meisten Stimmen von diesen Parteien gewann die Partido Comunista dos Trabalhadores Portugueses – Movimento Reorganizativo do Partido do Proletariado (PCTP/MRPP; Kommunistische Partei der portugiesischen Werktätigen – Bewegung zur Reorganisation der Partei des Proletariats), eine marxistisch-leninistisch-maoistische Partei, die vor allem durch ihren Vorsitzenden, den Juristen Garcia Pereira, bekannt ist.
Andere teilnehmende Parteien waren die Partido da Nova Democracia (PND; Partei der neuen Demokratie), eine liberale Abspaltung unter Führung des ehemaligen CDS-PP-Vorsitzenden Manuel Monteiro; die linke Partido Humanista (PH; Humanistische Partei), die ultrarechte Partido Nacional Renovador (PNR; Nationale Erneuerungspartei), die trotzkistische Partido Operário de Unidade Socialista (POUS; Arbeiterpartei der Sozialistischen Einheit) sowie die Partido Democrático do Atlântico (PDA, Demokratische Partei des Atlantiks), die sich für eine weitergehende Autonomie der portugiesischen Inseln (Azoren und Madeira) einsetzt.
Die beiden konservativen Parteien Partido da Terra (MPT; Bewegung Partei der Erde) und Partido Popular Monárquico (PPM; Monarchistische Volkspartei) traten bei dieser Wahl auf Listen der portugiesischen Sozialdemokraten an. Auf diesem Wege konnten sich beiden Parteien je zwei Mandate im Parlament sichern.
Abgesehen von den beiden nicht selbstständig angetretenen Parteien zog keine ins Parlament ein.

## Endgültiges Ergebnis
Von insgesamt etwa 8,9 Millionen wahlberechtigten Portugiesen nahmen 5.747.834 an der nach dem System der Verhältniswahl stattfindenden Abstimmung teil. Gewählt wurde je eine Parteienliste in einem der 22 Stimmbezirke, die sich aus allen portugiesischen Distrikten, den Azoren, der Inselgruppe um Madeira sowie je einem Stimmbezirk für das europäische Ausland und das außereuropäische Ausland zusammensetzen. Es gibt in Portugal keine Sperrklausel, die Mandate werden nach dem Hare/Niemeyer-Verfahren vergeben.
In jedem Stimmbezirk wurde eine bestimmte, im Verhältnis zur Bevölkerungsanzahl stehende Anzahl an Mandaten vergeben. Die höchste Anzahl an zu erreichenden Mandaten gab es in den Stimmbezirken Lissabon (48) und Porto (38), die geringste im Bezirk Porto Alegre (2), im europäischen Auslandsstimmbezirk (2) und im außereuropäischen Auslandsstimmbezirk (ebenso 2). Einzig in Lissabon traten alle zur Wahl gemeldeten Parteien mit eigenen Kandidaten an.
Verglichen mit dem Ergebnis der Parlamentswahlen von 2002 gewann die PS überwältigend dank vieler Stimmen aus der politischen Mitte. Besonders Wähler der Mitte wählten die PS, um die PSD für die vergangenen beiden Regierungen zu bestrafen. Ebenso war der Nichtwähleranteil bedeutend gesunken, die Wahlbeteiligung lag bei 65 Prozent gegenüber 62 Prozent bei der Wahl zuvor. So ging der Stimmengewinn der PS nicht auf Kosten der anderen linken Parteien. Auch diese konnten erheblich an Stimmen gewinnen, vor allem die Listenverbindung CDU, die damit erstmals den seit 20 Jahren bestehenden Trend, Mandate zu verlieren, stoppen konnte. Der Bloco de Esquerda verdreifachte nahezu seine Mandatszahl, vor allem junge Wähler aus den Großstädten entschieden sich für den erst 1999 aus UDP, PSR und anderen Parteien entstandenen Linksblock.
Entsprechend verloren besonders die Regierungsparteien erheblich an Stimmen. Die PSD, welche die letzten beiden Premierminister stellte, war ohne Zweifel größter Verlierer bei dieser Wahl. Aber auch ihre Koalitionspartei, CDS-PP, verlor erheblich an Stimmen und fiel auf den vierten Platz. Keines ihrer angestrebten Ziele (mehr Stimmen und Mandate als PCP und BE zusammen, mindestens zehn Prozent, drittstärkste Kraft, absolute Mehrheit der PS verhindern) konnte die Partei erreichen. Nach der Wahl trat der Vorsitzende des CDS-PP, Paulo Portas, zurück, in einer Direktwahl wurde José Ribeiro e Castro zu seinem Nachfolger gekürt. Pedro Santana Lopes berief einen Sonderparteitag ein und verkündete ebenfalls, nicht mehr für den Vorsitz der Partei kandidieren zu wollen. Sein Nachfolger wurde der frühere Minister für Parlamentsangelegenheiten unter Barroso, Luís Marques Mendes.
Die neue Regierung wurde am 12. März vereidigt, als Premierminister wurde José Sócrates gewählt. Die PS ging keinerlei Koalitionen ein und regierte damit erstmals in der portugiesischen Geschichte allein.

## Wahlergebnisse
| Partei                                | Partei                                                                                                   | Stimmen   | Stimmen | Stimmen | Sitze   | Sitze |
| Partei                                | Partei                                                                                                   | Anzahl    | %       | +/−     | Anzahl  | +/−   |
| ------------------------------------- | --- | --------- | ------- | ------- | ------- | ----- |
|                                       | Partido Socialista                                                                                       | 2.588.312 | 45,0    | +7,2    | 121     | +25   |
|                                       | Partido Social Democrata                                                                                 | 1.653.425 | 28,8    | −11,4   | 75      | −30   |

Sitzverteilung und stärkste Partei in den Wahlkreisen

|                                       | Coligação Democrática Unitária1 - Partido Comunista Português (PCP) - Partido Ecologista Os Verdes (PEV) | 433.369   | 7,5     | +0,6    | 14 12 2 | +2 ±0 |
|                                       | Partido Popular                                                                                          | 416.415   | 7,2     | −1,5    | 12      | −2    |
|                                       | Bloco de Esquerda                                                                                        | 364.971   | 6,4     | +3,7    | 8       | +5    |
|                                       | Partido Comunista dos Trabalhadores Portugueses                                                          | 48.186    | 0,8     | +0,1    | −       | −     |
|                                       | Partido da Nova Democracia                                                                               | 40.358    | 0,7     | −       | −       | −     |
|                                       | Partido Humanista                                                                                        | 17.056    | 0,3     | +0,1    | −       | −     |
|                                       | Partido Nacional Renovador                                                                               | 9.374     | 0,2     | +0,1    | −       | −     |
|                                       | Partido Operário de Unidade Socialista                                                                   | 5.535     | 0,1     | +0,0    | −       | −     |
|                                       | Partido Democrático do Atlântico                                                                         | 1.681     | 0,0     | −       | −       | −     |
|                                       | Leere Stimmzettel                                                                                        | 103.537   | 1,8     | +0,8    |         |       |
|                                       | Ungültige Stimmzettel                                                                                    | 65.515    | 1,1     | +0,2    |         |       |
|                                       | Gesamt                                                                                                   | 5.747.834 | 100,0   |         | 230     |       |
| Wahlberechtigte                       | Wahlberechtigte                                                                                          | 8.944.508 |         |         |         |       |
| Wahlbeteiligung                       | Wahlbeteiligung                                                                                          | 64,3 %    |         |         |         |       |
| Quelle: Comissão Nacional de Eleições | |           |         |         |         |       |

1 Die Coligação Democrática Unitaria ist eine Listenverbindung aus PCP und PEV, die auch gemeinsam im Wahlkampf auftraten.